# Strängnäs scoutkår
Strängnäs scoutkår är en scoutkår i Södermanlands scoutdistrikt med upptagningsområde i Strängnäs kommun. Kåren bildades 1912 och har cirka 110 medlemmar (2012) i åldrarna 8 år och uppåt. Scoutkårens medlemmar i åldrarna 8-19 är fördelade i fem avdelningar: spårarscouterna, upptäckarscouterna, äventyrarscouterna och utmanarscouterna. En större del av medlemsantalet är ledare och kårfunktionärer.

## Historik
Kåren bildades i slutet av november eller december 1912 av Erland von Plomgren och har haft verksamhet sedan dess. Verksamheten var förlagd till hyrda lokaler i vid två av stadens skolor. Under 1920-talet diskuterades det i kåren om att bygga en egen lokal för kåren att bedriva sin verksamhet i och 1938 blev det verklighet. Under 1937 påbörjades byggandet av den nya lokal som skulle hysa scoutkåren och 1938 stod den färdig. Stockholmsarkitekten Ulf Snellman designade huset som byggdes på en tomt skänkt av kommunen. 
År 1938 invigdes den nya scoutlokalen och scoutchefen Folke Bernadotte närvarade tillsammans med sin hustru Estelle Bernadotte. 
Berggrenstorp, ett drängtorp i skogen kring Härad, fick scoutkåren i sin ägo efter en donation av gårdsägaren som inte längre hade användning för torpet. Kåren hade många hajker och sommarläger vid Berggrenstorp som varken hade vatten, el eller avlopp. Vatten hämtades vid ett närliggande torp och ett utedass byggdes. Torpet var i scouternas ägo från donationen 1927 fram till 1957 då militären köpte upp marken med tillhörande byggnader för uppförandet av ett skjutövningsområde. 
Scoutkåren var i behov av ett nytt hajktorp varvid kårordförande Carl Adelsköld kunde, genom sina yrkesmässiga kontakter, skaffa ett hyreskontrakt år 1958 på ett soldattorp från 1700-talet. Soldattorpet, Sundtorp, ligger längs med landsväg 55 mellan Strängnäs och Malmköping. Detta torp saknade även det vatten, el och avlopp men även här byggdes utedass och en brunn borrades för vattenhämtning. I mitten av 1990-talet köptes torpet med omkringliggande mark av kåren.
Kåren har sedan starten åkt på många sommarläger. Kåren har dels arrangerat egna kårläger (Vaxängslägret 1928, Sundtorpslägret 1958) och dels åkt på av andra arrangerade scoutläger (Jiingijamborii 2007, Raket 75 1975). År 2012 fyllde kåren 100 år vilket firades med bland annat ett jubileumsläger, utställning om kårens historia på Strängnäs bibliotek och museum och en middag där kårens nuvarande och tidigare medlemmar inbjudes för att fira.
Sommaren 2015 deltog ett antal scouter och ledare i World Scout Jamboree (WSJ) i Japan, medan övriga tillbringade en vecka på scoutön Vässarö (www.vassaro.scout.se).

## Avdelningar
Strängnäs scoutkår har fyra avdelningar som bedriver avdelningsverksamhet:
- Spårarscouterna Drakarna (8-9 år)
- Spårarscouterna Björnarna (8-9 år)
- Upptäckarscouterna Vikingarna (10-11 år)
- Äventyrarscouterna Mohikanerna (12-14 år)
- Utmanarscouterna Parasiterna (15-19 år)

Verksamheten följer scoutmetoden och Scouternas framtagna program om målspår. Varje avdelning har cirka fyra ledare som varje vecka närvarar på avdelningsmötena och stöttar scouterna efter deras behov.

## Kårordförande
Scoutkåren har sedan starten 1912 haft 24 kårordförande.
- Erland von Plomgren, 1912–1919
- Tycho Ödman, 1919–1923
- Victor von Feilitzen, 1923–1928
- Sven von Bahr, 1928–1929
- Ernst Haking, 1929–1934
- Gösta Lundström, 1934–1944
- Gustaf Starner, 1944–1946
- Åke Höijer, 1946–1957
- Carl Adelsköld, 1957–1961
- Rolf Schenström , 1961–1962
- Carl-Fredrik Follinv, 1962–1967
- Birgitta Forsman, 1967–1968
- Sven Hemlin, 1968–1971
- Karl-Gustav Porsback, 1971–1983
- Lars Hedbring, 1983–1988
- Karl-Gustav Porsback, 1988–1994
- Kjell Porsback, 1994–1997
- Monica Backman-Ledin, 1997–2000
- Lars Hedbring, 2000–2004
- Ulrika Kjellin-Samuelsson, 2004–2005
- Anders Hagelberg, 2005–2009
- Lars Wallsten, 2009–2011
- Conny Edlund, 2011–2012
- Mikael Grönfelt, 2012–2014
- Anders Hagelberg, 2014–2015
- Mårten Karlsson, 2015-